# Minor Threat (EP)
Minor Threat es el título del primer EP de la banda estadounidense de hardcore Minor Threat.
En la portada se muestra al hermano de Ian MacKaye (Alec MacKaye) sentado en unos escalones tras un concierto con las palabras «Minor Threat» en sentido vertical descendente. La portada es todo un icono de la cultura punk y ha sido homenajeada, por ejemplo, en el álbum ...And Out Come the Wolves de Rancid. En el año 2005, la imagen fue copiada por Nike, sin permiso del grupo, para una campaña publicitaria (con el eslogan de «Major Threat»). En la imagen se veía a un modelo en la misma postura que Alec con unas zapatillas de deporte (en lugar de las botas militares que lucía Alec en la portada original). Ian MacKaye anunció acciones legales y se inició una campaña para enviar cartas de protesta a la compañía. La compañía respondió disculpándose ante los ex miembros de Minor Threat y de Dischord y anunció la retirada de la campaña.
El EP es considerado como una de las piedras fundacionales del hardcore punk y del movimiento straight edge. Según la revista Ruta 66, «a fecha de hoy, aún imbatido».

## Lista de canciones
1. «Filler»
(MacKaye/Minor Threat)
2. «I Don't Wanna Hear It»
(MacKaye/Minor Threat)
3. «Seeing Red»
(MacKaye/Minor Threat)
4. «Straight Edge»
(MacKaye/Minor Threat)
5. «Small Man, Big Mouth»
(MacKaye/Minor Threat)
6. «Screaming At A Wall»
(MacKaye/Minor Threat)
7. «Bottled Violence»
(MacKaye/Minor Threat)
8. «Minor Threat»
(MacKaye/Minor Threat)

## Personal
- Ian MacKaye: voz
- Lyle Preslar: guitarra
- Brian Baker: Bajo
- Jeff Nelson: Batería

## Personal técnico
- Skip Groff: mezclas.